# Joachim Ladefoged
Joachim Ladefoged (født 1970) er en dansk fotograf. Han har arbejdet professionelt som fotograf siden 1991 og er medlem af det internationale foto agentur VII. 
Ladefoged har vundet adskillige priser, såsom Visa D’Or, World Press Photo, POYi, Eissie, Agfa og Årets Pressefoto.